# Greenpeace
O Greenpeace é uma organização não governamental ambiental fundada no Canadá em 1971 por Irving Stowe e Dorothy Stowe, ativistas ambientais imigrantes dos Estados Unidos.
O Greenpeace afirma que seu objetivo é "garantir a capacidade da Terra de nutrir a vida em toda a sua diversidade" e concentra sua campanha em questões mundiais como a   
preservação do meio ambiente e desenvolvimento sustentável, com campanhas dedicadas às áreas de florestas, clima, nuclear, oceanos, engenharia genética, substâncias tóxicas, transgênicos, agrotóxicos e energia renovável. A organização procura sensibilizar a opinião pública através de atos, publicidades e outros meios. Sua atuação é baseada nos pilares filosófico-morais da desobediência civil e tem, como princípio básico, a ação direta pacífica.

## Fundação
Fundado em 1971 por um grupo de ativistas canadenses sob o nome de Don't Make a Wave Committee, como resposta ao interesse do Governo dos Estados Unidos em testar  armas nucleares nas Ilhas Aleutas. Devido ao  terremoto de 1964 ocorrido no sul do Alasca, os ativistas suspeitaram que o teste poderia gerar um tsunamis na região. Entretanto, não impediu que eles fossem realizados.
Atualmente, cerca de três milhões de colaboradores em todo o mundo - oitenta mil no Brasil (Greenpeace Brasil) - que doam quantias mensais que variam de acordo com o país. Entre os primeiros ativistas que ajudaram a fundar a organização na década de 1970, havia pessoas com estilo de vida hippie e membros de comunidades quakers americanas, que migraram para o Canadá por não concordarem com a Guerra do Vietnã.
Entre os nomes mais destacados entre os fundadores da organização, estão os de Robert (Bob) Hunter, falecido em maio de 2005, que foi membro do grupo por toda sua vida; Paul Watson, que saiu em 1977 por divergências com a direção do grupo, fundando, no mesmo ano, a Sea Shepherd Conservation Society, dedicada à proteção dos oceanos e Patrick Moore, que se desligou em 1986, criando, em 1991, a empresa Greenspirit, que presta consultoria ambiental à indústria madeireira, nuclear e de biotecnologia.  Moore está conhecido agora por opiniões em favor das indústrias, e contrário às de Greenpeace.  O Greenpeace recebe, ainda, doações de equipamentos e outros bens materiais, usados geralmente nas campanhas e ações do grupo.
O grupo não aceita recursos de governos, empresas e partidos políticos. Atualmente, esta postura é colocada em dúvida. Entidades como o Activistfacts(Fatos Ativistas) rastreiam e revelam ao público as fontes de financiamento de ONG's, como o Greenpeace.
Entretanto, para a organização, sua independência financeira é um valor de maior importância, pois é o que garante sua total liberdade de expressão. Dessa forma, pode assumir riscos e confrontar alvos, tendo compromisso apenas com a sociedade civil. São aceitas doações (em dinheiro ou recursos/equipamentos) apenas de pessoas físicas ao redor do globo, independente do valor.

### Origem do nome Greenpeace
O nome da organização veio do acaso. Na ocasião da estreia da organização, para impedir um teste nuclear norte-americano nas Ilhas Aleutas, os ativistas tiveram a ideia de fazer e vender um button para ajudar a arrecadar fundos para a viagem. Ela deveria conter as palavras green (verde) e peace (paz), que constavam em duas bandeiras separadas, hasteadas a bordo da embarcação da organização, até então conhecida como "Comitê Não Faça Onda" (Don't Make a Wave Committee). As palavras haviam sido pensadas para expressar a ideia de pacifismo e defesa do meio ambiente, porém, vistas nas bandeiras, pareciam muito grandes para caber num button. Assim, foram juntadas, nascendo, assim, a expressão greenpeace, que passou a ser o nome adotado pela organização.

## Fatos históricos e políticos
Em 1985, houve um ataque ao navio Rainbow Warrior do Greenpeace na Nova Zelândia que acabou culminando com a morte de um ativista e a renúncia do ministro francês da Defesa no dia 20 de setembro. Os autores do ataque tinham passaportes suíços falsos e havia equipamentos de mergulho similares aos dos militares.

## Campanhas

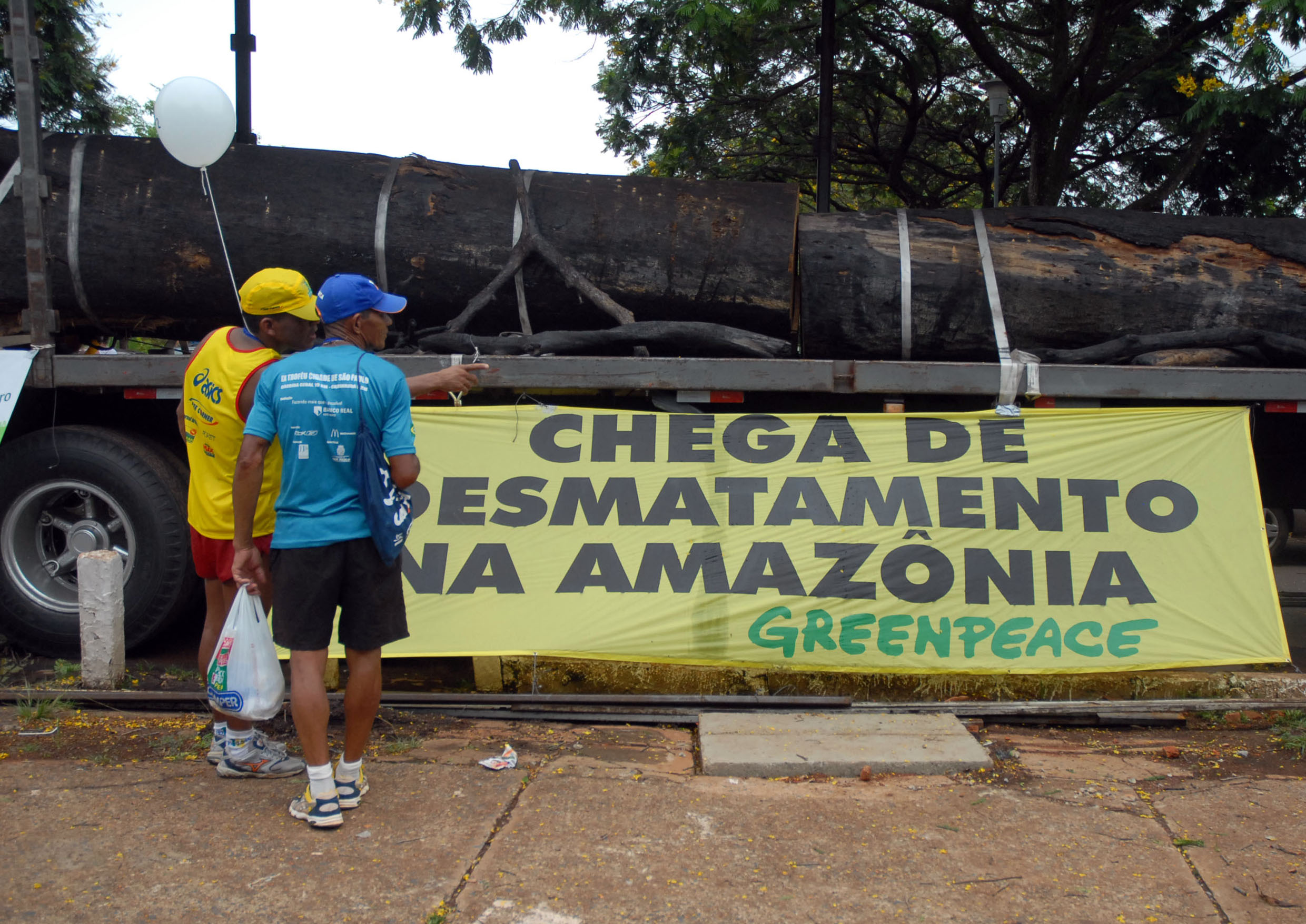
Protesto do Greenpeace em Brasília, no Brasil, contra o desmatamento.

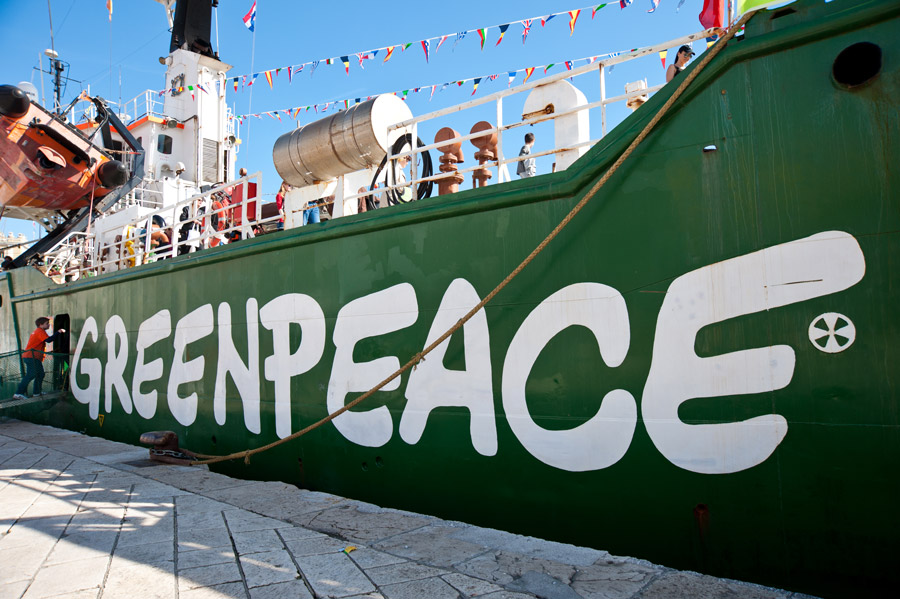
O navio Arctic Sunrise

As técnicas de campanhas originais da organização procuram confrontar e constranger os que promovem agressões ao meio ambiente em ações diretas não violentas, as vezes envolvendo desobediência civil. Greenpeace tem participado como ONG em conferencias, e conseguido status consultivo com organizações governamentais internacionais como ONU. Com o projeto Greenfreeze lançado na Europa em 1993, eles também conseguiram fazer ativismo econômico avançando uma tecnologia verde  de Greenfreeze, para que eles foram premiados por UNEP (PNUMA).
Da forma normal deles, o grupo conseguiu atrair a atenção da sociedade para assuntos urgentes e conquistou, ao longo de sua história, importantes vitórias. Como exemplos, entre 1972 e 1974, eles conseguiram o fim dos testes nucleares no Alasca pelos Estados Unidos e no Oceano Pacífico pela França, em 1982 a proibição da importação de pele de morsa pela União Europeia e um moratória da caça de baleias, em 1991 a proteção da Antártida contra a mineração, e em 1995 que Shell Petróleo reciclou a plataforma Brent Spar.  A campanha "Greener Electronics (Eletronica Mais Verde)" teve início em 2004 para mudar a descarta e o uso de quimicas toxicas em produtos eletrônicos.  O problema de químicas toxicas na industria de roupas esta o foco da Fashion Detox. No Brasil, o Greenpeace iniciou campanhas contra usinas nucleares, gases CFC, transgênicos, pesticídios, gases do efeito estufa, e denunciando a extração ilegal de madeira na região.  A organização conseguiu vitórias contra a importação de lixo tóxico, na rotulagem de transgênicos, e uma pequena redução na taxa do corte das árvores na Amazônia.
A instituição mantém, ainda, vigilância sobre a exploração do urânio na cidade baiana de Caetité, tendo veiculado o vazamento do minério e a contaminação da água no município por diversas ocasiões, tendo inclusive levado água caetiteense contaminada por vazamento de urânio até ministros do governo Lula, como Carlos Minc, sem que medidas concretas de proteção tenham sido adotadas.
Em 2012, o grupo foi alvo de processo por conta da empresa JBS.
Em 2015, o desastre de mineração de Samarco no Rio Doce aconteceu quando uma barreira de lama tóxica destruiu um povoado pertencente à cidade de Mariana, e o Greenpeace investigou.  Naquele e no próximo ano, o grupo noticiou que afetados do desastre do Rio Doce se uniram com protestos contra Samarco em reuniões de acionistas em Londres, RU e Austrália.  A organização já tinha feito uma investigação em julho de 2016 confirmando que as companhias estão fazendo o minimo para responder ao crise.  Greenpeace Brasil está rejeitando o acordo de 2 de março.

## Campanha florestal
Greenpeace visa proteger as florestas primárias intactas de desmatamento e degradação com a meta de desmatamento zero até 2020. O Greenpeace acusou várias corporações, como a Unilever, Nike, KFC, Kit Kat e McDonald's de ter ligações ao desmatamento das florestas tropicais, resultando em mudanças de política em várias das empresas sob crítica. Greenpeace, juntamente com outras ONGs ambientais, também fez campanha por dez anos para a UE proibir a importação de madeira ilegal. A UE decidiu proibir a madeira ilegal em julho de 2010.  Como o desmatamento contribui para o aquecimento global, o Greenpeace exigiu que o REDD (Emissão Reduzida por Desmatamento e Degradação Florestal) fosse incluído no tratado climático após o tratado de Kyoto.